# 菅浦の湖岸集落

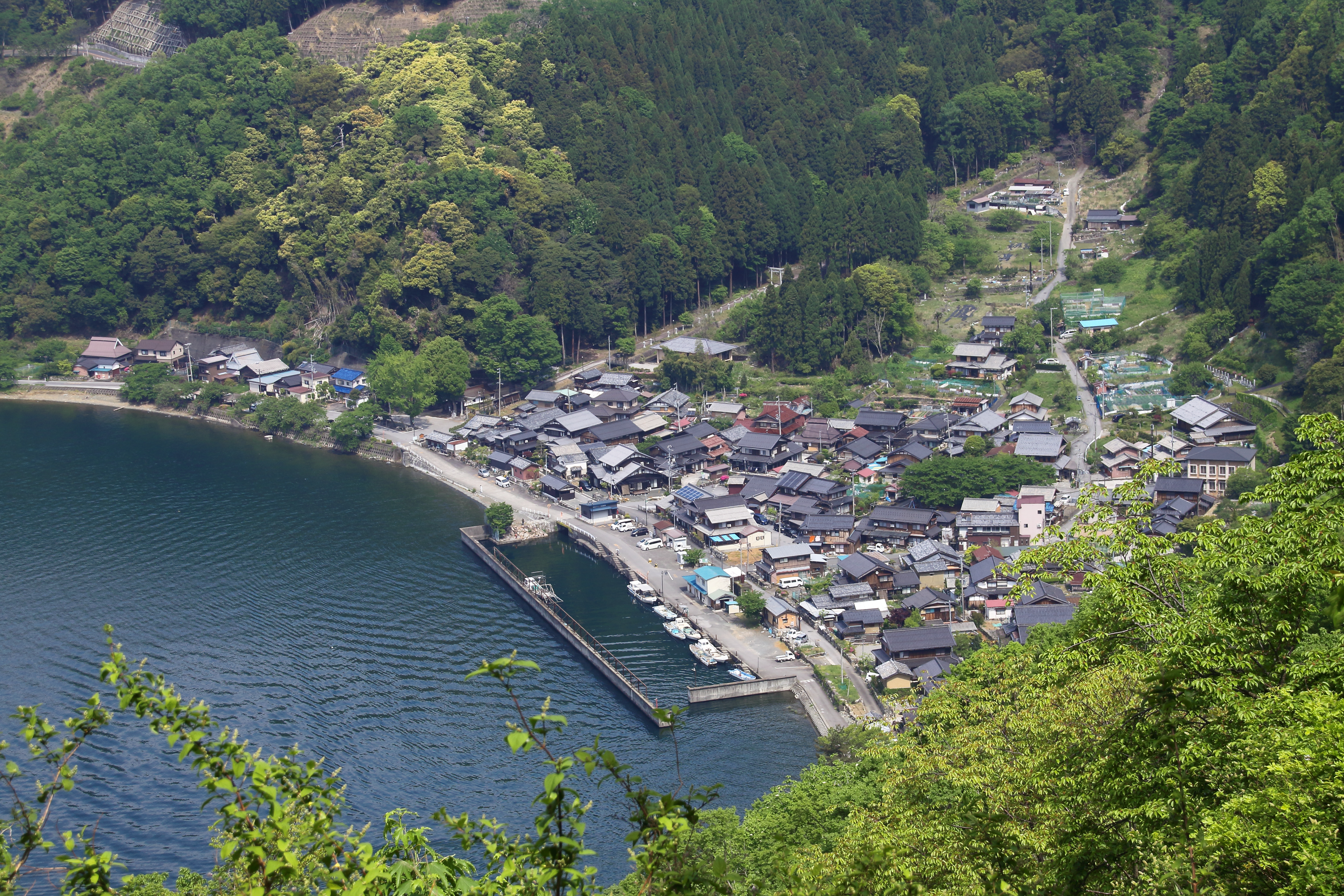
菅浦地区

菅浦の湖岸集落（すがうらのこがんしゅうらく）は、琵琶湖の北端より南に突き出て岬状となる葛籠尾崎（）の西側の入り江に位置し、滋賀県長浜市西浅井町菅浦の菅浦（すがうら〈すがのうら〉）を中心とする地域を指す。
2014年（平成26年）10月6日、「菅浦の湖岸集落景観」として文化財保護法に基づき国の重要文化的景観として選定された。また、2016年（平成28年）には、前年の2015年（平成27年）に日本遺産として認定された「琵琶湖とその水辺景観 - 祈りと暮らしの水遺産」の構成要素として、菅浦の湖岸集落景観が追加選定された。

## 概要
菅浦は、天皇に供える食物を献上する贄人（にえびと）が定着したのが始まりとされる。葛籠尾崎の付け根部分に位置する菅浦は、険しい山に囲まれているため、水運主体の隔絶された集落であった。これにより早くから惣村（そうそん）が形成され、自検断を行使した。集落の東西には境界となる「四足門」（四方門）が残されており、かつては集落の四方にあって部外者の出入りを厳しく監視していた。これら集落の掟と動向ならびに構造は、須賀神社より発見された「菅浦文書」（すがうらもんじょ、国宝、須賀神社蔵・滋賀大学経済学部附属史料館寄託）に詳細に記されており、近隣の大浦（大浦荘〈おおうらのしょう〉）との激しい争いもよく知られる。
天平宝字8年（764年）、藤原仲麻呂（恵美押勝）の乱の際に逃れた淳仁天皇の隠棲伝説も伝わり、須賀神社の祭神として祀られている。須賀神社は明治時代まで保良神社と称され、この地が淳仁天皇の保良宮（ほらのみや）であったとされる。また、天正元年（1573年）、小谷城落城の際に浅井長政の子（次男）万菊丸（万寿丸）が菅浦の安相寺に逃れたという伝承もある。
集落では、漁労・稲作・畑作・林業が長らく続けられ、明治時代以降はタバコ栽培や養蚕も行われるようになった。また、1960年（昭和35年）頃からのヤンマー家庭工場の作業場も一部現存する。1966年（昭和41年）、菅浦と大浦を結ぶ道路（県道513号葛籠尾崎大浦線）が開通し、1971年（昭和46年）には菅浦の山間部に奥琵琶湖パークウェイ（県道512号葛籠尾崎塩津線）が開通した。奥琵琶湖パークウェイの開通に伴う自動車でのアクセスが可能となると、中世の伝統をとどめる地域として脚光を浴びるようになる。その後、1979年（昭和54年）には菅浦漁港（菅浦舟だまり）が整備され、それまで舟溜まりがあった西の舟入（西の川）と東の舟入（東の川）は埋め立てられた。湖岸堤もこの頃に整備された。2020年（令和2年）現在、菅浦地域には、57世帯、103人が暮らしている。

## 歴史

### 古代
菅浦地域には縄文時代よりヒトの生活が認められ、葛籠尾崎の先端東側の湖底に位置する「葛籠尾崎湖底遺跡」のほか、奥出湾に位置する「諸川湖底 A 遺跡」が知られる。また、菅浦地区の山腹には弥生時代の集落跡の「菅浦遺跡」がある。奥出湾に面した北斜面には、飛鳥時代の7世紀後半とされる「諸川瓦窯跡」（もろかわがようあと）があり、1986年〈昭和61年〉3月28日、滋賀県指定史跡に指定されている。このほか近郊の山麓に飛鳥（白鳳）時代の寺院跡の「白山遺跡」（はくさんいせき）も知られる。奈良時代には万葉集にも詠まれたように、菅浦は水運における主要な湊（停泊地）の1つであった。
菅浦に贄人が定住した時代は不明であるが、およそ8世紀末-11世紀中頃であったと考えられる。菅浦は、長久2年（1041年）に立券された園城寺円満院領の大浦荘の一部とされたが、菅浦はこれを否定し、平安時代末期頃までに、竹生島弁才天の本寺、山門（比叡山）檀那院領として独立した。比叡山との関係により住人の一部は日吉大社の神人（じにん）となった。また、12世紀中頃の平安時代末期以降には、一部が御厨子所（みずしどころ）の供御人となり、蔵人所の所管となる内蔵寮（くらりょう）の支配のもとについた。供御人となった目的は、鴨社御厨の堅田供祭人の漁労による妨害を排除することにあったともいわれ、後の建武2年（1335年）や応永4年（1397年）にも堅田との漁場紛争が見られる。

### 中世
菅浦は、中世の惣村と称される自立的・自治的村落共同体として知られる。菅浦で初めて「そう（惣）」という語が認められるのは、貞和2年（1346年）の「菅浦庄惣村置文」（菅浦文書180号）においてであり、この「ところ（所）おきふミ（置文）の事」と記された惣掟には、田畑の個人売買の制限について定められている。中世以来、菅浦の惣村は西と東の村より構成され、その居住地を総じて「所」と称した。また、15-16世紀には「乙名」（おとな）20人（東・西、各10人）、「中老」（中乙名）東・西、各2人、それに「若衆」からなる自治組織を整えていた。その惣村の自検断の規範を示す例として、寛正2年（1461年）7月13日の「菅浦惣庄置文」（菅浦文書227号）には、人を罰するには私的な関係で判断せず、証拠を重視し、乙名の合議により裁判を行なうことなどが定められている。
中世の菅浦においては、集落の北西に位置する日指（ひさし〈ヒサシデ〉）・諸河（もろかわ〈モロコ〉）の約16ヘクタール（16町7反）の田地を巡る大浦との200年におよぶ争いがよく知られる。特に文安の争いが、文安6年（1449年）菅浦惣荘置書とも称される合戦記「菅浦惣庄合戦注記」（菅浦文書628号）に記されるが、この文安2年（1445年）の合戦の150年前である永仁3年（1295年）にはすでに争いが生じていた。また、文安の合戦後も大浦との争いは続き、寛正2年（1461年）、大浦荘で菅浦の者が殺されるという盗賊事件が発生すると、15世紀中頃には日野裏松家領であったことから、日野家のもとで審理され湯起請（ゆぎしょう）が行なわれた。そこで菅浦方が敗訴したことにより、菅浦征伐に向けられた大軍に菅浦は包囲され、菅浦は合戦を覚悟したが、仲介を通じて菅浦の2人が下手人となり降参したことで滅亡を免れた。
近江国を領有した京極氏の勢力は菅浦にもおよんでいたが、戦国時代となる京極高清の時代、北近江の浅井亮政の反乱により勢力を拡大した浅井氏に菅浦は支配されていった。天文10年（1541年）の舟の動員のほか、直接年貢や物資を取り立て、菅浦の自治においても干渉し支配を強めた浅井氏により、菅浦の自治の根幹であった自検断は奪われ、以後、復活することはなかった。

### 近世
織田信長により浅井氏が滅んだ後、文禄5年（1596年）には石田三成の支配のもとで菅浦は豊臣政権下の1村落として「菅浦村」となり、慶長7年（1602年）の検地により石高は473石とされるとともに日指・諸河の領有も確定している。
江戸時代になると、慶安4年（1651年）より本多氏の支配のもと膳所藩領となった。自治の根幹は浅井氏に屈服して以来すでに失われたが、西と東より選ばれる中老、若衆といった組織は残り、乙名の流れをくむ「忠老役」（中老）20人により村内の運営や諸行事が行なわれ、膳所藩が菅浦に立てた代官と強く対立したこともあった。

### 近代
1889年（明治22年）に町村制が実施されると、菅浦は永原村の大字になる。中世菅浦の20人の乙名は、江戸時代の忠老役から、諸制度の改編に組み入れられた明治・大正時代にも「廿人代（20人代）」「廿人衆（20人衆）」として続き、昭和期以降も「長老衆」（4人）として存続されていった。
また、1922年（大正11年）4月には永原尋常小学校（創立1906年〈明治39年〉）菅浦分教場が設けられ、4年生まで菅浦で習学し、5年生より本校に通学した。片道8キロメートルの本校通学において、北の尾根を越える山道や、湾部では渡し船が往復に利用された。その後、1948年（昭和23年）に永原小学校（1947年〈昭和22年〉- ）菅浦分校の教室が増築されると全学年が分校で習学するようになった。
1875年（明治8年）の戸数および人口は、111戸、450人であり、中世・近世より、ほとんど変化は見られない。その後、1985年（昭和60年）の戸数は100戸であった。
| 和暦（西暦）       | 戸数（戸） | 人口（人） | 男性（人） | 女性（人） |
| ------------------ | ---------- | ---------- | ---------- | ---------- |
| 永正15年（1518年） | 112        |            |            |            |
| 慶長7年（1602年）  | 107        |            |            |            |
| 寛政2年（1792年）  | 102        | 477        | 260        | 217        |
| 天保8年（1837年）  | 100        |            |            |            |
| 明治4年（1871年）  | 104        | 430        | 210        | 220        |
| 明治8年（1875年）  | 111        | 450        |            |            |
| 明治13年（1880年） | 104        |            |            |            |
|                    |            |            |            |            |
| 昭和60年（1985年） | 100        |            |            |            |

### 現代
永原村と塩津村の合併に伴い、1955年（昭和30年）からは西浅井村（1971年〈昭和46年〉からは西浅井町）の所属になる。1965年（昭和40年）には永原小学校菅浦分校より6年生が本校に通学するようになっていたが、1966年（昭和41年）、自衛隊により、菅浦と大浦を結ぶ道路が開通した後、1967年（昭和42年）に菅浦分校は本校に統合され、1968年（昭和43年）にはスクールバスによる本校通学となった。
2010年（平成22年）、伊香郡西浅井町が、高月町・木之本町・余呉町などとともに長浜市に編入されると、長浜市は高齢化や過疎化が進む菅浦における景観保存事業の検討を始め、2011年（平成23年）度より文化的景観の調査が開始された。その後、文化的景観保存計画の策定などがなされ、2014年（平成26年）には長浜市西浅井町菅浦の全域および琵琶湖の一部を含む1568ヘクタール (1568.4 ha〈陸域613.0 ha・水域955.4 ha〉）の区域が重要文化的景観に選定された。
2010年（平成22年）10月の国勢調査によれば、菅浦（行政町名としての「菅浦」地域）には、81世帯、217人が暮らしたが、2015年（平成27年）10月には、72世帯、177人になり、2020年（令和2年）10月1日の調査においては、57世帯、103人に減少している。
| 西暦（和暦）       | 世帯数（世帯） | 人口（人） | 男性（人） | 女性（人） |
| ------------------ | -------------- | ---------- | ---------- | ---------- |
| 2010年（平成22年） | 81             | 217        | 107        | 110        |
| 2015年（平成27年） | 72             | 177        | 83         | 94         |
| 2020年（令和2年）  | 57             | 103        | 44         | 59         |

## 伝承

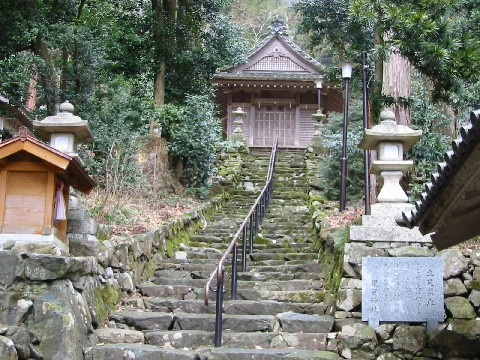
須賀神社

758年（天平宝字2年）に即位した淳仁天皇は、764年（天平宝字8年）の藤原仲麻呂（恵美押勝）の乱により廃位され、大炊親王（おおいのみこ）として淡路国に流されたが、淳仁天皇の隠棲した地は菅浦であると伝えられ、淡路は「淡海」（近江国）であるとされる。天皇が菅浦に造営した保良宮の跡といわれる須賀神社（旧・保良神社〈菅浦大明神〉）には淳仁天皇が祭神として祀られ、神体は天皇がカヤの木を採り彫刻した神像といわれる。背後には淳仁天皇の舟形御陵と称される石積がある。天皇の没後50年ごとに法要が営まれており、2013年（平成25年）10月には1250式年祭が行われた。また、南東の葛籠尾崎の山上には「鉄穴遺跡」（てつあないせき）があり、この周囲約60メートルの神様山とも呼ばれる墳丘上部に認められる2基は、淳仁天皇の生母の当麻山背ならびに后妃（従者とも）の陵墓であると伝えられる。
戦国時代、浅井長政の居城であった小谷城の落城の際、万菊丸（万寿丸〈萬壽丸 長秀〉）と呼ばれた長政の幼子が、家臣と乳母に伴われて菅浦に逃れたという伝承もある。万菊丸は家臣ら3人に守られて小谷城を脱出すると、礼信寺（現・長浜市小谷上山田町）で一夜を明かした後、菅浦の安相寺に移り、夜、船で下坂浜（現・長浜市平方町）の葦原に潜んだが、再び菅浦に戻り安相寺に隠れたといわれる。その後、万菊丸は福田寺（ふくでんじ）の養子に入り、第12世正芸（伝法院）として法灯を継いだと伝わり、菅浦にも同様の伝承が残されている。

## 生業

### 水運
古代より主要な湊の1つであった菅浦の舟運は、交易において重要であり、文政7年（1842年）の菅浦には、20-30石積の丸船20艘、田地養船11艘を数えた。その後、明治時代初期まで、菅浦は湖北における塩津・大浦などとともに、若狭と京都・大阪を結ぶ水運の主要港としての役目を果たしていた。

### 漁業
供御人が住んだ湖岸の菅浦集落の主な生業は漁業であり、かつての漁は筌などの漁具によるものであったと考えられる。堅田による小糸網（刺し網の一種）の漁が各地に伝えられたのは近世後期であった。漁業が経済的に成り立つようになったのは大正時代以降といわれ、菅浦の延縄漁は、堅田より大正時代末期に伝えられた。
昭和期に見られた漁法は、定置網漁・すくい漁・底引網漁・釣り漁・筌漁など多彩であった。菅浦地区の湖岸は沈降性の地形をなし、湖岸より10メートル以内で水深30メートルに達しており、その沖合では、定置網漁である小糸網漁や、釣り糸を流す延縄漁が行なわれた。また、沿岸ではエリ漁やオイサデ漁も盛んであった。菅浦における漁業の最盛期はおよそ昭和40年代から50年代初頭であったといわれ、1978年（昭和53年）には漁業従事者39人（専業15人・兼業24人）であったが、漁獲の減少などに伴い、現在は10人ほどとなり、30艘であった沖曳き網用漁船も、今日ではごくわずか（2艘）となっている。
エリ漁
エリ（魞）を用いた定置漁業は、構造や規模は異なるものの、琵琶湖では1000年以上の歴史があるといわれる。ただし、菅浦におけるエリ漁は昭和期になるまで見られず、戦後、菅浦の地域にも竹・すのこによる竹簀エリが立てられていった。現在では網エリを張り、「ツボ」（陥穽部）の周囲に渡した板の上で操業し、アユ・イサザ・小エビ（スジエビ）などを漁獲している。
オイサデ漁
オイサデ漁（追いさで漁）は、湖北の菅浦から高島市にかけて特徴的に行なわれる。始められた時代は不明であるが、アユがカラスを恐れる習性を利用した漁法といわれ、竹の竿にカラスなどの羽根をつけた「追い棒」でアユ（コアユ）を追い、「さで網」ですくい取る。このオイサデ漁も最盛期には菅浦で12組を数えたが、現在ではごく一部（1組）のみである。

### 農業
耕地の少ない菅浦の稲作は、ほとんどが集落より舟で通う日指・諸河の田地でなされ、収穫された稲は日当たりのよい菅浦集落の「ハマ」に運ばれてハサ場（稲場）に干された。湖岸には稲干し用に立てられた高さ4メートルの「ハサ杭」（多くはクリ材）がハサ場（稲場）に並び、日指・諸河で収穫された稲が舟で運ばれると、ハサ杭に渡した「ハサ竹」（マダケ）に干された。稲干しの後は組んでいたハサ竹を保管し、代わりに細い竹をハサ杭に渡して周年物干しとして利用された。
また、戦国時代には油料原料のアブラギリ栽培が山地を切り開いて行なわれていた。栽培を開始した年代は不詳であるが、延徳元年（1489年）には栽培されている。ただし16世紀初頭ではまだわずかであり、本格的には天文末年-永禄初年頃（16世紀後半）に栽培されたといわれる。元亀2年（1571年）には浅井氏にその「油実」60石が買い取られ、代価として米40石を受けている。慶安4年（1651年）に納めた年貢のうち油実は約58パーセントを占めていた。明治時代初期の地籍図には、アブラギリ畑であった「等外畑」の区画が山腹の上方となる谷筋の上流に多数認められる。1871年（明治4年）にはウシ14頭が飼養されており、山地の急斜面の耕作に使われていた。
しかし、江戸時代後半より次第に油実の需要が低下したことで、やがてタバコの栽培や養蚕・クワの葉の生産などに移行し、明治時代中期（1894年〈明治27年〉）にはクワ畑の増加が見られ、明治時代後期から昭和初期まで拡大した。タバコの栽培は1963年（昭和38年）頃まで続けられていた。また、菅浦は北部にありながら南に開けて温暖なことから特産品としてミカンのほか、ビワも栽培され、1300年代にはすでに年貢としてミカンやビワが納められている。ミカンの産地は滋賀県北部では珍しい。しかし、奥琵琶湖パークウェイの着工により栽培面積は大幅に減少したといわれる。

### 林業
稲干し用のハサ杭に用いられた腐食に強いクリ材のほか、集落の裏山や日指・諸河の山から切り出された丸太や竹は、昭和初期まで丸子船に積まれて他村に出荷され、竹については植樹もなされていた。竹木の湖上運輸は、それに関連する事件（永仁5年〈1297年〉12月〈菅浦文書735号〉、建武元年〈1334年〉11月〈菅浦文書286号〉など）を記す史料により中世までさかのぼると考えられる。このほか薪が生産・出荷され、1980年代頃までクヌギやコナラが利用されたほか、木材としてアカマツやスギが利用された。

### 工業
化石燃料の普及による林業の衰退に伴い、1960年（昭和35年）頃、菅浦の住人らの誘致によりヤンマーディーゼル（当時）の下請け家庭工場である「ヤンマー菅浦農村家庭工業」の作業場が、個人の庭先20か所に設けられた。作業所の規模は、梁行（間口）約3.0メートル（10尺）、桁行（奥行）約4.6メートル（15尺）が基準とされた。ヤンマー家庭工場は、生業との兼業ではなく個人事業として操業され、エンジン部品の製造などが行なわれ、現在も一部（約10か所）が稼働する。

## 地理
JR湖西線永原駅の南5キロメートル（大浦地区の南約4km）に位置する菅浦地区は、琵琶湖の北部に浮かぶ竹生島に向い合う葛籠尾崎の、背後を標高約400メートルの険しい山に囲まれた狭小な扇状地（崖錘性堆積）に位置する。一方が琵琶湖に面しているため、湖岸に道路が開通するまで、山を越えるほか交通手段のほとんどは舟行であったことから陸の孤島とも呼ばれ、菅浦と大浦を結ぶ道路が開通するまでは主に渡し船によって行き来していた。

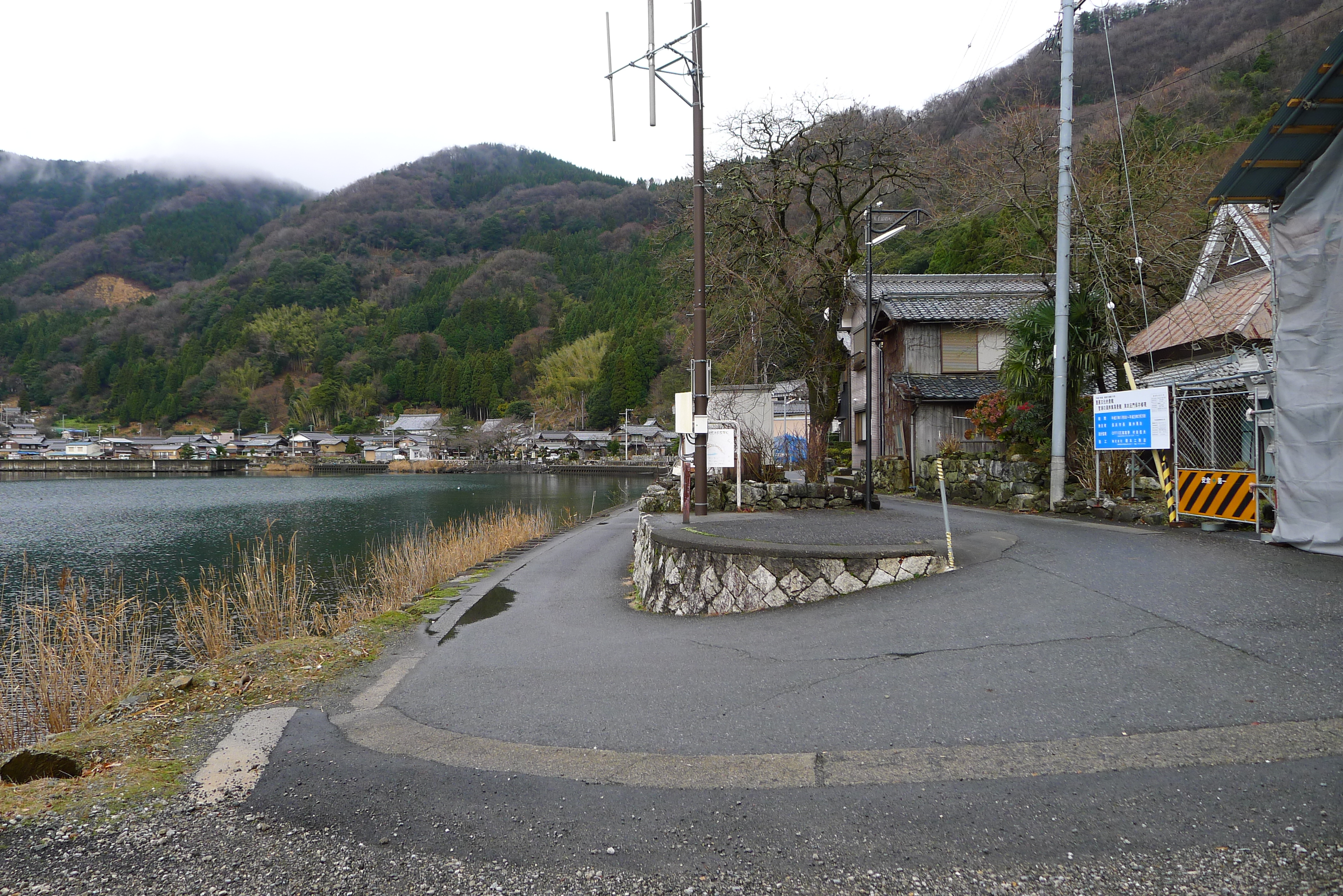
集落の東南端

かつて菅浦地区の西と東の入り江には、それぞれ舟溜まり（舟入場）があり、昼間桟橋に係留させた舟を、夜には東西の舟溜まり（西の舟入〈西の川〉・東の舟入〈東の川〉）に係留させていたが、1979年（昭和54年）、滋賀県の「新沿岸漁業構造改善事業」により、菅浦漁港（菅浦舟だまり）が整備されたことで、それまであった東西の舟溜まりは埋め立てられた。
昭和中期（昭和30年代）まで、住人の多くは琵琶湖の水を直接、飲料水としていた。また、集落の西側の取水には、西の舟入（西の川）に流入する小出川旧河道の湧水や水路が利用され、東側では、前田川という水路から東の舟入（東の川）に流入する阿弥陀寺川の湧水や、山麓部ではその谷水が利用された。そのほか東の舟入よりもさらに南では、主な取水すべてに湖水を利用していた。1961年（昭和36年）になり、須賀神社の脇からの山水を水源とした菅浦簡易水道が備えられた。なお、集落の中央部に下り、扇状地を形成した小出川の旧河道の流路は、1952年（昭和27年）、須賀神社の参道沿いを流れる新河道に付け替えられている。

### 四足門

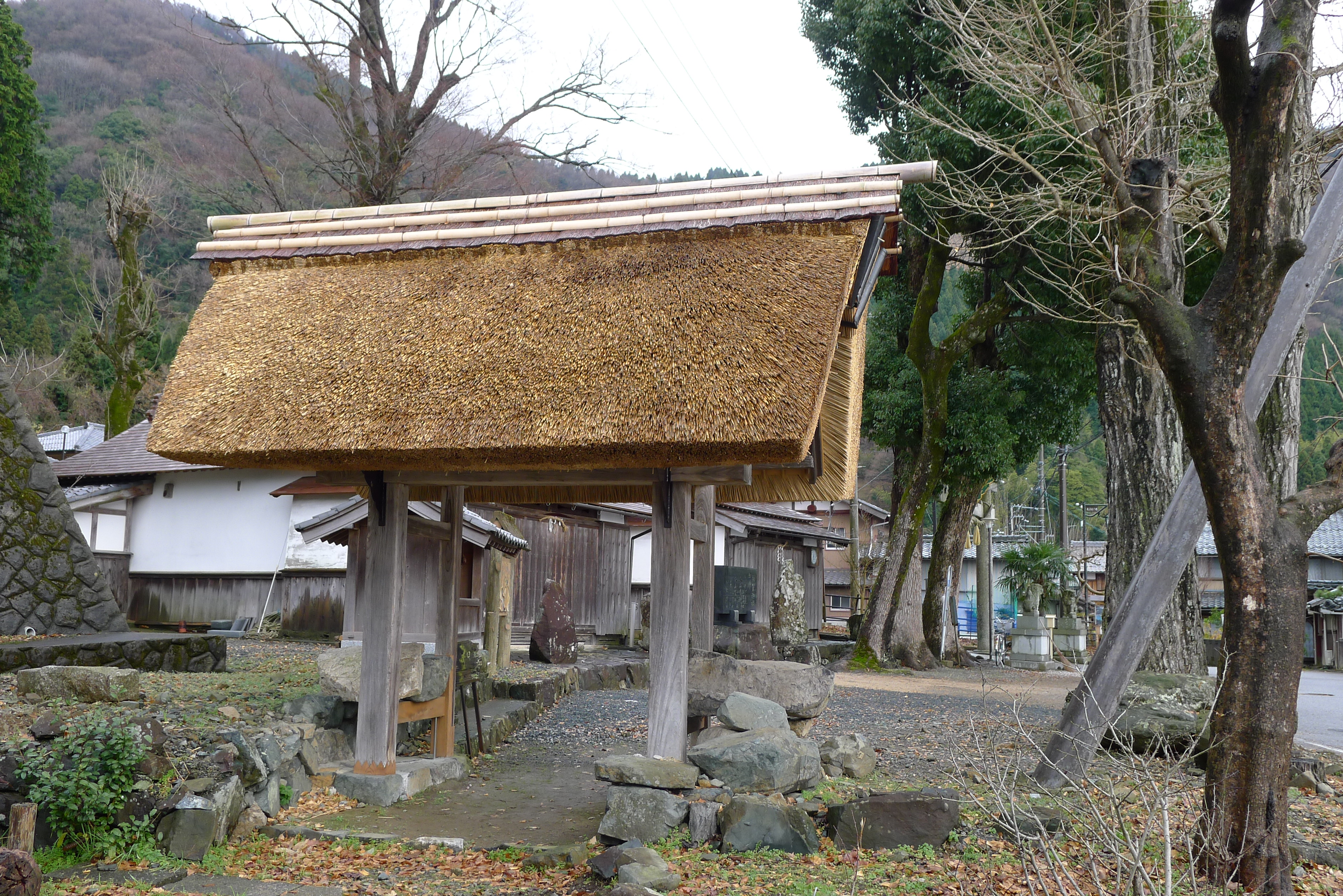
西の四足門

集落の東西両端に残る「四足門」は、集落の境界を示す惣門である。門の構造形式は四脚門ではなく薬医門である。石組み上に本柱2本と控柱2本を立て、控貫と足元貫でつなぎ、本柱上に冠木を渡して、肘木で桁を支えており、茅葺の切妻屋根で覆われ、破風の飾りは菅浦独特のものである。現在に残る四足門には扉がなく、惣村の内外の領域を象徴的に示すものであるが、本柱を屋根の中心からずらして立てた構造により、万一の防御の際には容易に倒すことができるような仕組みといわれる。東の四足門は、棟札により江戸時代後期の文政11年（1828年）に再建されていたことが知られる。
「四方門」とも呼ばれ、かつては四方にあり集落の守護を司る四神を象徴して建立されたといわれる。残りの2か所の門跡は定かではないが、1か所は須賀神社の参道の途中（二ノ鳥居付近、郷土史料館前付近）に、もう1か所の門は須賀神社から集落（祇樹院方面）に降りる道筋（集落北端の山道）にあったとされる。
四足門と同様の惣門として、暦応4年（1341年）の史料「今西二藤屋敷売券」（菅浦文書354号）に大浦を意識して西側に構築されたと考えられる「大門」の存在が認められる。現在の四足門のような構造であったかは不明であるが、文安6年（1449年）の「菅浦惣庄合戦注記」（菅浦文書628号）には、文安2年（1445年）の大浦勢との戦いにおいて、集落を仕切る大門の木戸が炎上したことが記されている。また、菅浦は基本的に両墓制であり、門の内・外で明確に区切られ、遺体は西の門外の「サンマイ」という埋め墓に埋葬され、門内の寺院（阿弥陀寺・祇樹院）境内に「ハカワラ」と呼ばれる詣り墓（石碑群）が設けられている。

### 湖岸と石積

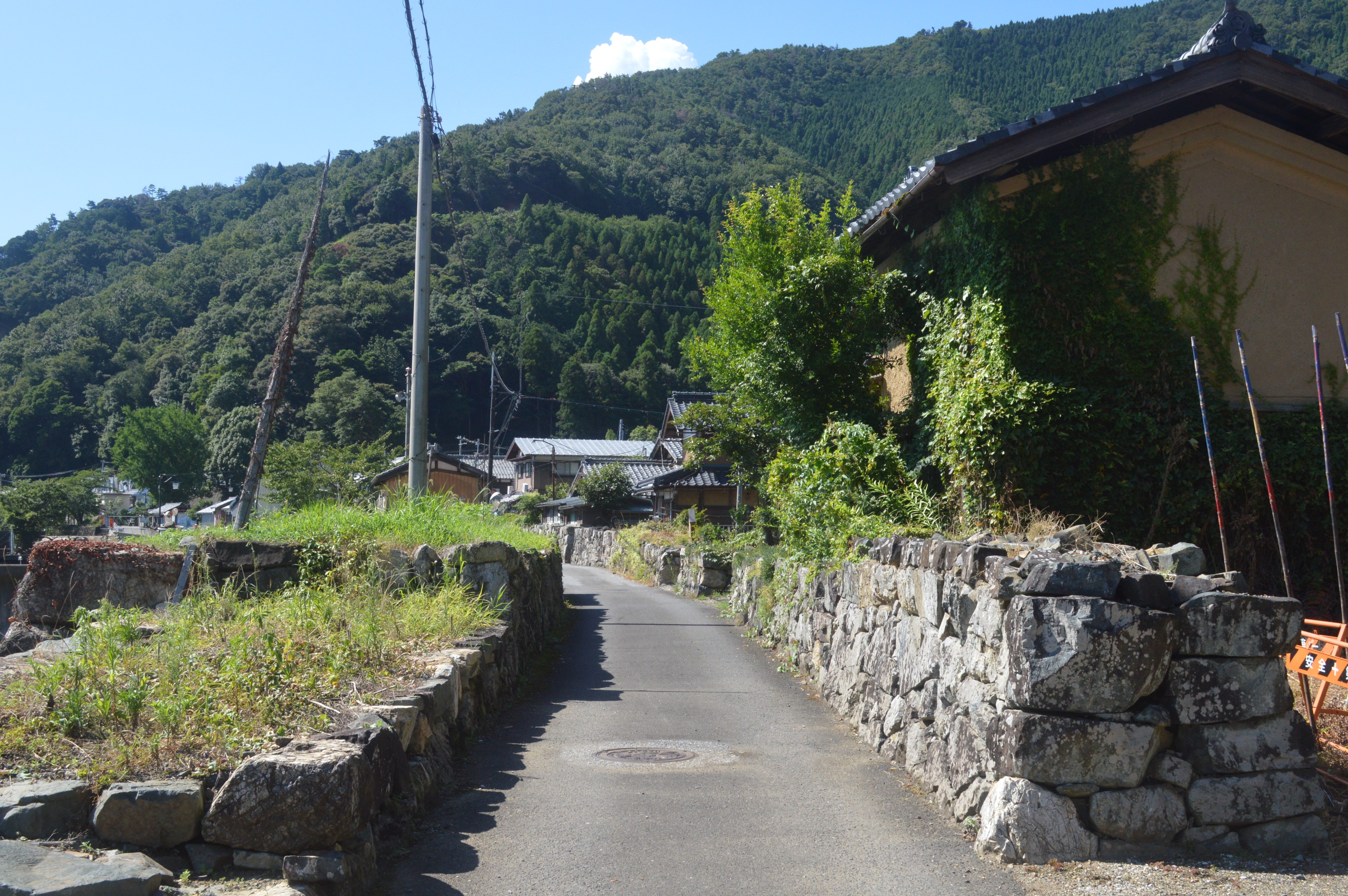
集落の石垣

奥琵琶湖とも呼ばれる琵琶湖北部は、周囲の山が風を遮ることで湖面は通常穏やかであるが、季節変化による特有の強風で荒波が立つこともあり、特に台風の進路が湖北におよぶと、南面が湖岸に開いた菅浦地区は強風と大波により多くの被害を受けたといわれる。特に菅浦地区周辺は湖岸が急に深く湖に落ち込んでいることにより、ひときわ高波が増幅される。1961年（昭和36年）9月の第2室戸台風による被害の後に護岸が整備され、1966年（昭和41年）には湖岸東部の護岸工事がなされた。
菅浦地区集落は、湖に面した「浜出」と呼ばれる家並みと山側に位置する「北出」の家々におおよそ区分されるが、湖沿いの「浜出」には、護岸および波よけに積まれた多くの石垣があり、敷地側と湖岸の石積に挟まれた「ハマミチ」と呼ばれた浜通りの面影が残る。

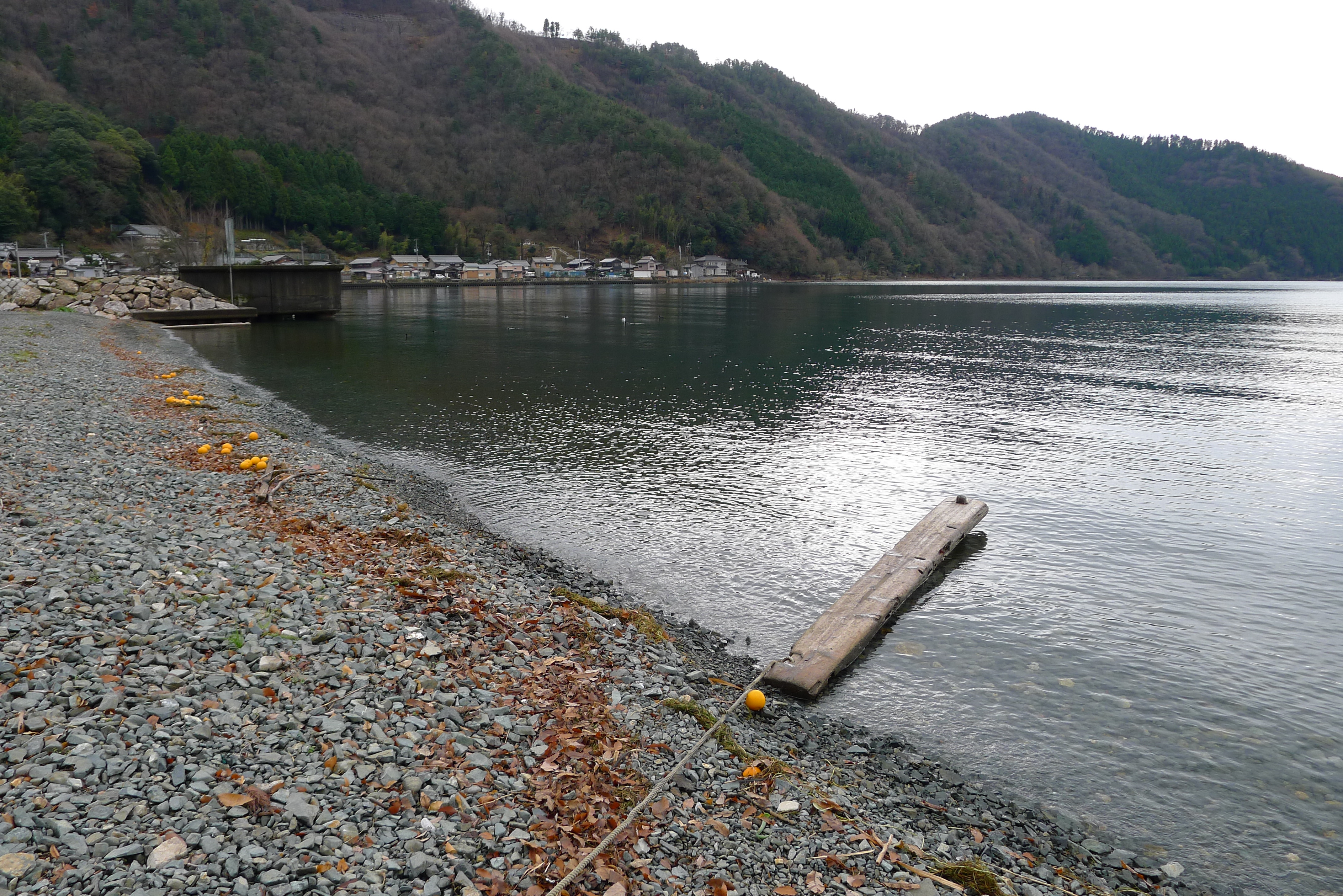
遠景と湖岸の「ウマ」（橋板）

昭和50年代前半まで、「ハマ」（浜）は、稲を干すハサ場（稲場）として利用されるとともに、漁具の手入れや屋根を葺くヨシを切りそろえる場所であり、薪や柴を置く「ニュウバ」でもあった。湖面には舟を係留する桟橋のほか、橋板の「ウマ」が設置され、洗い場や水くみ場として共同利用されていた。

### 須賀神社
菅浦の総氏神は赤崎神社（赤崎大明神）とされ、また、西の村に小林神社（小林大明神）、東の村には保良神社（菅浦大明神）が祀られていたが、1906年（明治39年）の神社合祀令により、1909年（明治42年）、3社は須賀神社として合祀された。
須賀の祭（須賀神社例祭）
4月第1土・日曜日。神輿堂から出された神輿による巡行（ムラマワリ）は2日目に行なわれ、4か所の御旅所を経由して菅浦地区内を一周する。市指定無形民俗文化財（2015年〈平成27年〉2月19日指定）。
大晦日祭（トシノミ）
菅浦の「トシノミ」（年の実）は、数本束にした稲穂の根元に浜の小石をくくり付けたものである。年を越すため大晦日の「年越祭」に須賀神社に参拝して受け取り、持ち帰ると1年間神棚に供えた後、吊して野鳥に分け与えるとされる。

### 金比羅社
菅浦地区の東部の山側に位置する。切妻造、平入で、前側の屋根を長くした桟瓦葺きであり、内陣の棟札などにより文政3年（1820年）に建立されたものと考えられる。漁業の最盛期であった時代には、漁業者や丸子船の船運業者により金比羅講が構成され、講会として10月10日に祭礼が行なわれるとともに、毎年2人が琴平（金刀比羅宮）に代参していた。

### 寺院
かつて菅浦地区には15世紀末-16世紀前半より10以上（12か寺）におよぶ寺院・草庵・僧房が存在したが、明治時代以降、廃仏毀釈の影響からか急速に減少し、今日では、阿弥陀寺・安相寺・真蔵院・祇樹院の4寺院となっている。

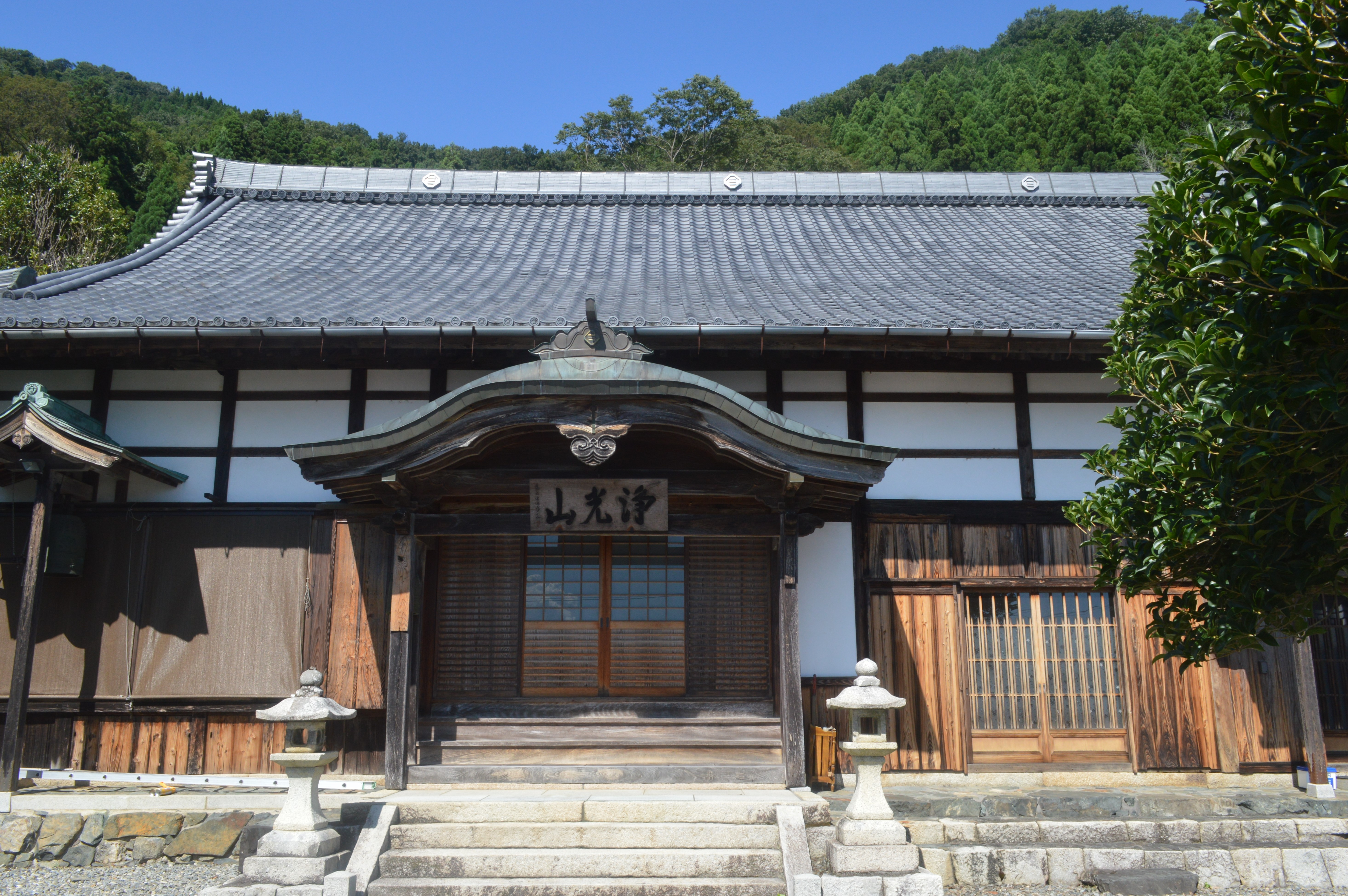
阿弥陀寺
時宗遊行派（伝・もと天台宗）。創建は文和2年（1353年）と伝えられる。阿弥陀寺は東村の中心的寺院であり、西村には淳仁天皇の菩提寺とされる長福寺（二尊堂）があったが、中世末にかけて惣寺の地位を確立した阿弥陀寺が、近世においても「菅浦中之惣寺」として行事の中心的役割を果たした。享和3年（1803年）に大火があったが、弘化年間（1844-1847年）に再建され、明治8年（1875年）に長福寺と善徳寺を併合した。かつての長福寺跡は、1967年（昭和42年）まで菅浦分校が置かれた菅浦公民館（1977年〈昭和52年〉建設）の敷地となる。また、「阿弥陀寺古文書」として菅浦文書の58冊と絵図1幅が保管されていたが、明治時代に合祀された須賀神社に関わる淳仁天皇関係文書として持ち出されたとされる。
- 木造阿弥陀如来立像（重要文化財）- 本尊（秘仏）。行快作 附 像内納入品（17点）。鎌倉時代前期。像内納入品（文暦2年〈1235年〉の願文・結縁交名など）。1987年（昭和62年）6月6日指定。
- 阿弥陀如来坐像（市指定文化財） - 長福寺より伝来。平安時代後期（12世紀）。2004年（平成16年）4月30日指定。
- 聖観音坐像（市指定文化財） - 長福寺より伝来。平安時代後期（12世紀）。2004年（平成16年）4月30日指定。
- 六字名号曼荼羅（市指定文化財） - 鎌倉時代後期-南北朝時代。2004年（平成16年）4月30日指定。

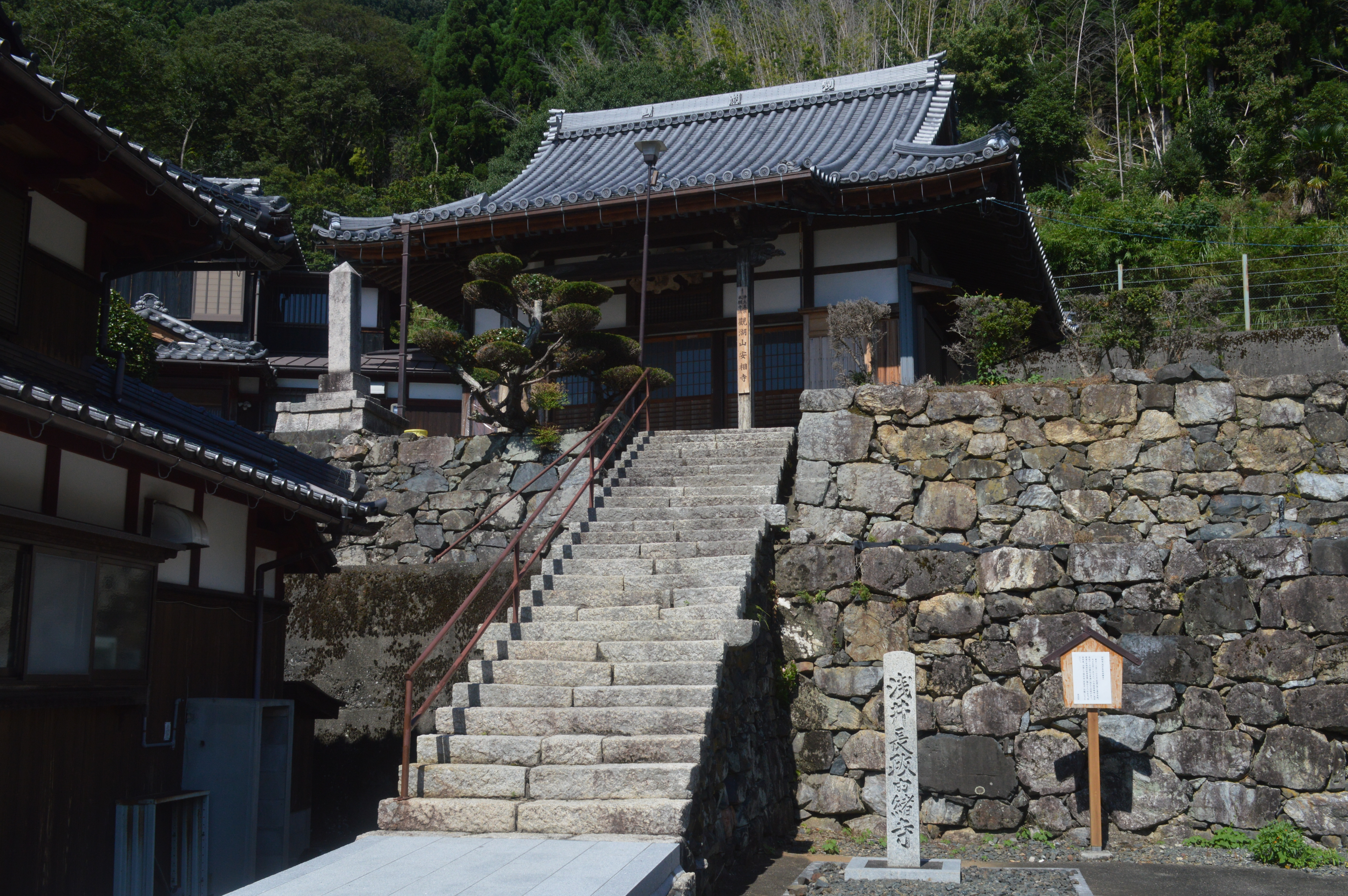
安相寺
浄土真宗。創建は文明11年（1479年）といわれる。小谷城落城の際に浅井長政の子をかくまったという伝説があり、米原市の福田寺（長沢御坊）と深い関係を持つ。寛政12年（1800年）頃の火災により被災し、現在の本堂は約40年後の天保12年（1842年）に新築され、入母屋造、本瓦葺きである。一時期、託児所としても利用されていた。
真蔵院
真言宗豊山派。大正年間（1912-1926年）に寺院の下で4軒を焼失する火事があったが、真蔵院は被災を免れたといわれる。切妻造、桟瓦葺きで、平面形式は基本的に6室の民家と同様である。
- 仏涅槃図（市指定文化財） - 南北朝-室町時代前期（14世紀）。2004年（平成16年）4月30日指定。

祇樹院
曹洞宗。創建は明徳4年（1393年）と伝えられる。石組みの「イド」（井戸）があり、大正8年（1919年）に再建された本堂は、切妻造、桟瓦葺きである。
- 阿弥陀如来立像（市指定文化財） - 鎌倉時代後期（13世紀）。2005年（平成17年）3月1日指定。

## 菅浦郷土史料館
須賀神社参道の東側にある郷土史料館。1984年（昭和59年）12月に菅浦における竹製品の振興等保存伝承施設として建設された。現在は、菅浦文書の写真および絵図のレプリカ、2012年（平成24年）4月24日に市指定文化財に指定された「鰐口」3口と「銅鏡」のほか、中世（室町時代末期）の「能面」3面、社寺に関する史料、葛篭尾崎遺跡より出土した土器類、地元の古民具の展示品などがある。
市指定文化財
- 鰐口 - 正応3年（1290年）9月22日の陽鋳銘。鎌倉時代。須賀神社。
- 鰐口 - 正応5年（1292年）壬辰2月11日の陰刻銘。鎌倉時代。須賀神社。
- 鰐口 - 応永庚寅10月吉日の陰刻銘。応永17年（1410年）。室町時代。須賀神社。
- 銅鏡 - 嘉禎3年（1237年）丁酉6月15日の墨書銘。鎌倉時代。須賀神社。

4-11月の日曜日10:00-16:00のみ開館。入館（協力金）は高校生以上300円、小中学生100円。

## 菅浦文書
須賀神社に秘蔵されていた「開けずの箱」（「他郷の者には見せない箱」の意）と呼ばれる唐櫃が、1916年（大正5年）-1917年（大正6年）より（1940年〈昭和15年〉第2次調査）、当時の京都帝国大学の中村直勝らにより調査され、収められていた中世（鎌倉-室町時代）から江戸時代（明治初年まで）の文書など、1200点余り（文書65冊〈1281通〉、絵図1幅）が発見された。古くは平安時代中期（長久2年〈1041年〉）のものもあった。これらは1954年（昭和29年）より彦根市の滋賀大学経済学部付属史料館に寄託されている。1976年（昭和51年）6月5日、国の重要文化財に指定され、2018年（平成30年）10月31日には国宝に指定された。

### 菅浦絵図

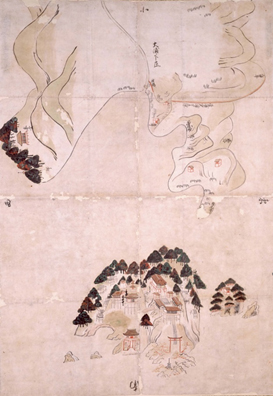
「菅浦与大浦下庄堺絵図」

乾元元年（1302年）と記される「菅浦与大浦下庄堺絵図」（すがうら と おおうらしものしょう さかいえず、菅浦文書722号）は、縦91.5センチメートル、横62.3センチメートルで、日指・諸河の田地による大浦との所有権争いにより作成され、菅浦が主張する大浦下庄との村落の境が朱色の線で示されている。中世の大浦「上庄」は西浅井町の庄・中・山門、「下庄」は大浦・黒山・小山・山田・八田部あたりであった。絵図上部には西側に峯堂が描かれた海津大崎から東側の羅尾嵜（葛籠尾崎）にかけての陸地部分が描かれ、中央下部には竹生島の景観が明確に描かれており、絵図中央に広がる水域は菅浦の漁業および航行領域にあたると考えられる。
中世の菅浦を描いた鎌倉時代後期から南北朝時代の荘園絵図とされ、裏書に乾元元年（1302年）8月17日の墨書があり、「菅浦訴状具書案」（菅浦文書637号）の起業弘注進状に記された日付と符合する。しかし、乾元元年は11月21日より始まることからこの年月日は認められず、後に作成されたものと考えられる。その制作時期については諸説あり、嘉元3年（1305年）12月-延慶2年（1309年）7月、建武元年（1334年）、建武3年（1336年）から暦応年間（1338-1342年）ないし康永年間（1342-1344年）・貞和年間（1345-1349年）の1340年代のうちに作成されたといわれるほか、現存する絵図は、文安3年（1446年）の争論の際に提出された「檀那院雑掌良兼菅浦証文目録」（菅浦文書280号）にある「堺絵図」として、文安になり作成されたともいわれる。

## 菅浦を題材とした作品
- 『かくれ里』白洲正子 新潮社 1971年[197] （「湖北 菅浦」の項[198]）
- 『月ノ浦惣庄公事置書』岩井三四二[11] 文藝春秋 2003年（菅浦を「月ノ浦」として描く[199]）

このほか菅浦は、『群青の湖』芝木好子 講談社（1990年）にも描かれるといわれる。

## アクセス
公共交通機関
- 湖西線（JR西日本）永原駅より西浅井コミュニティバスおでかけワゴン菅浦線で約20分、菅浦停留所下車[201]。ただし地域住民を優先するダイヤの都合上、日帰りでの滞在時間は2時間ほどに限られる。

自動車
- 北陸自動車道木之本インターチェンジより車で約30分[202]。